# Pianta di Venezia
La pianta di Venezia è una rappresentazione cartografica della città di Venezia contenuta in un foglio all'interno dell'opera Compendium (o Chronologia magna) di fra' Paolino Minorita.
La pianta rappresenta la più antica mappa conosciuta della città di Venezia, realizzata tra il 1321 e il 1323.